# Gertrud Sjögren
Agda Gertrud Ingeborg Sjögren, född 17 mars 1915 i Ytterhogdals socken i Jämtlands län, död 28 januari 2007 i Brännkyrka församling i Stockholm, var en svensk målare och tecknare.
Hon var dotter till lantbrukaren Per Svedbäck och Agda Fahlander och från 1938 gift med banktjänstemannen Gert Georg Sjögren (1911–1987). Hon studerade vid Barths målarskola i Stockholm 1947 och vid Lena Börjesons skulpturskola en kortare period 1948. Hon medverkade i Arbetarnas bildningsförbunds utställningar, och Sveriges allmänna konstförenings vårsalonger på Liljevalchs konsthall. Hennes konst består av porträtt, stilleben och landskapsmålningar från Stockholm och Öland. Makarna Sjögren är begravda på Skogskyrkogården i Stockholm. 